# Этнические меньшинства в Азербайджане

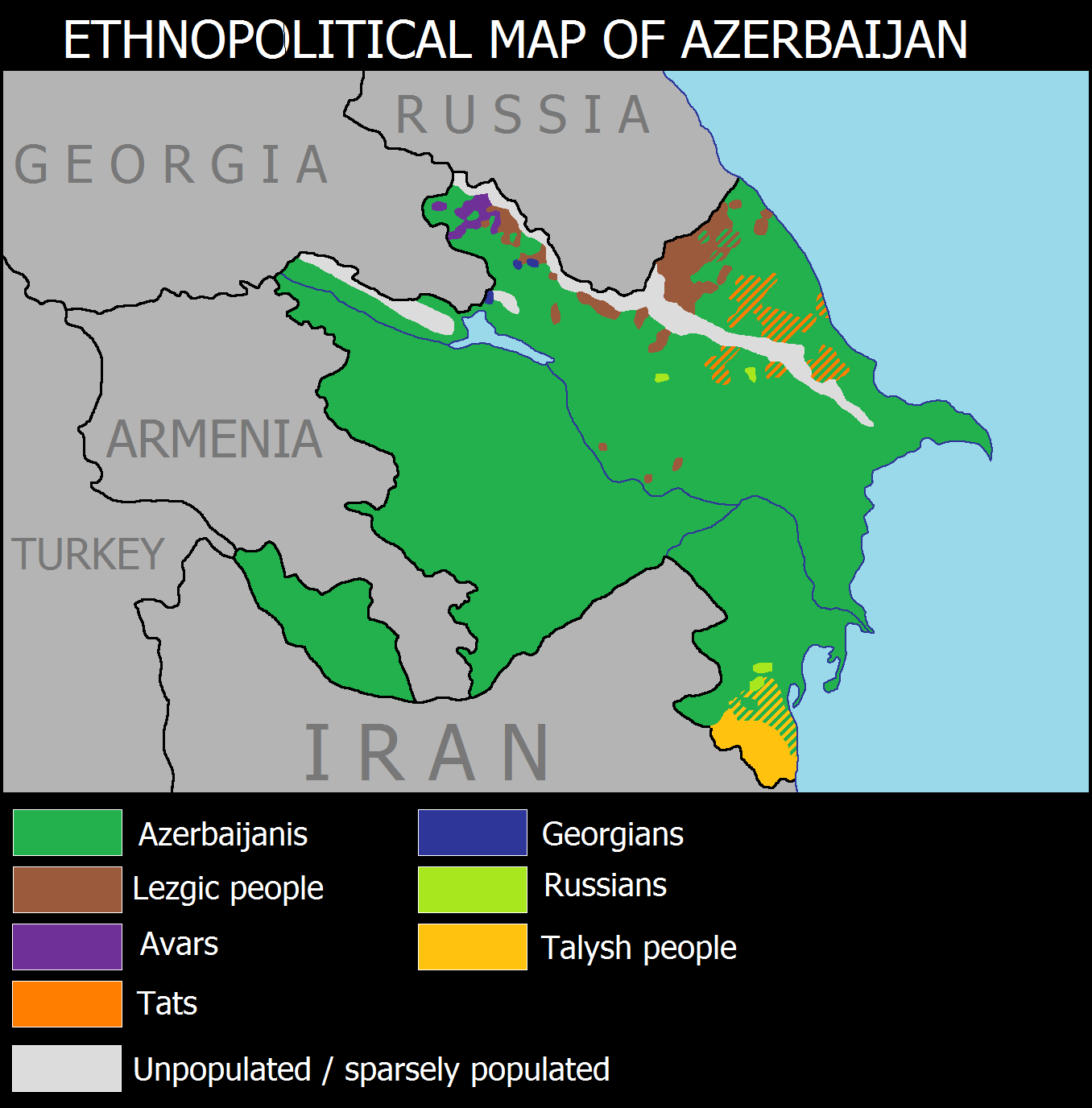
Этнополитическая карта Азербайджана (2024 год, после распада непризнанной Нагорно-Карабахской Республики и исхода армян Нагорного Карабаха в 2023 году).

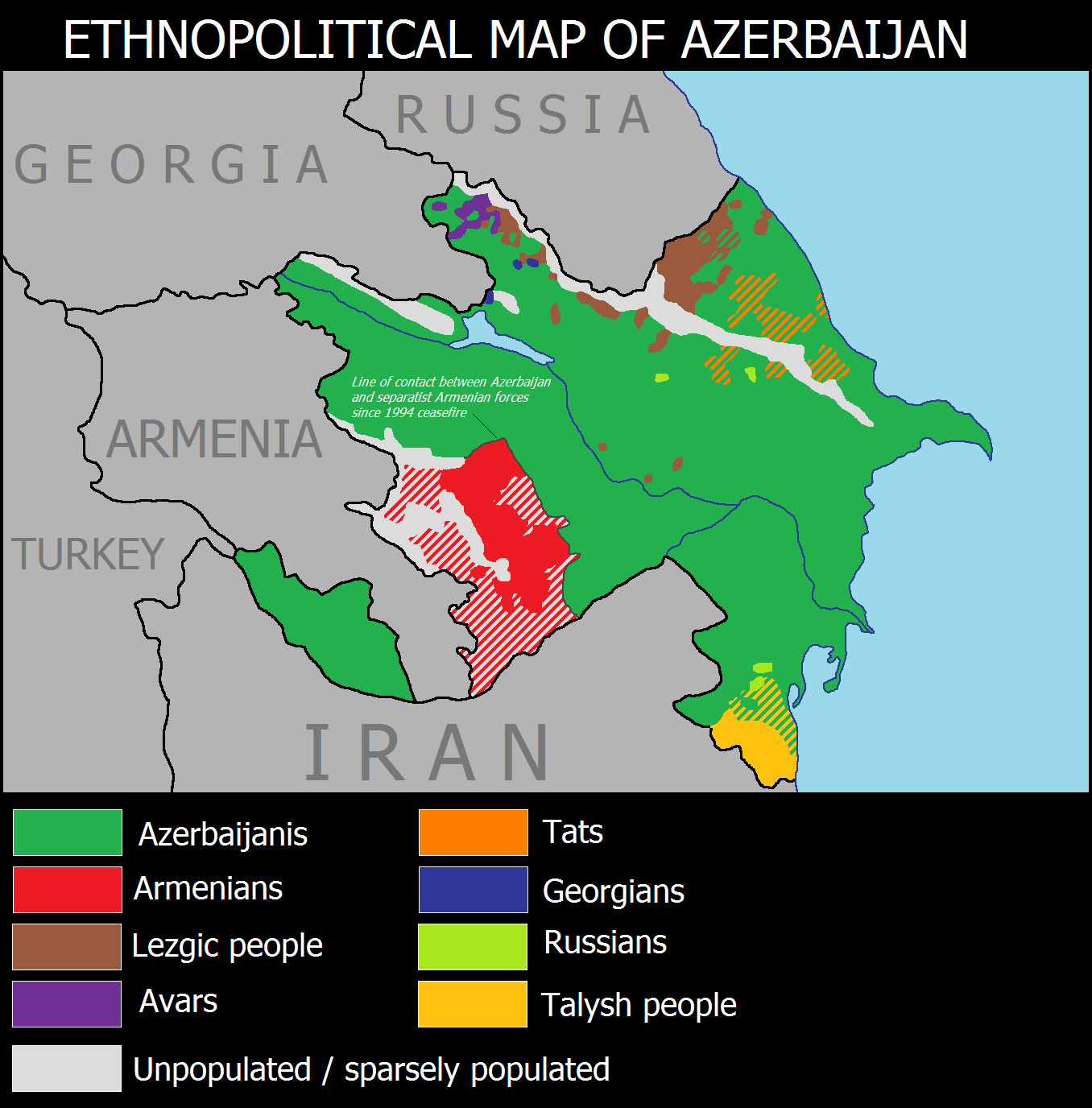
Этнополитическая карта Азербайджана (1994-2020, после Первой карабахской войны и до Второй карабахской войны).

Этнические меньшинства в Азербайджане — национальные и религиозные меньшинства проживающие на территории современной Азербайджанской республике.
«Freedom House» в своем отчете за 2024 год отмечает, что политическая система Азербайджана сосредоточенная в руках Ильхама Алиева, не позволяет меньшинств независимо организовываться или отстаивать свои интересы. Нет никаких значимых механизмов для содействия расширению представительств этнических или религиозных меньшинств. За прошедший год правительство Азербайджана работало над подавлением публичных проявлений этнической идентичности талышей и лезгин

## Демография
Согласно данным переписи 1999 года, этнических меньшинств в Азербайджане составляют 10 % населения, в том числе лезгины (крупнейшая группа меньшинств, составляющая 2,2 % от общей численности населения), русские (1,8 %), армяне (1,5 %), а другие, такие, как рутульцы, цахуры, талыши, таты, горские евреи, аварцы, грузины и евреи-ашкеназы которые составляют оставшиеся 3,9 % .
Однако, согласно профессору Сванте Корнеллу:
В Азербайджане, азербайджанцы в настоящее время составляют свыше 90 процентов; разного рода народы Дагестана более 3 процентов, а русские 2,5 процента. Таковы приблизительные официальные цифры, однако, в реальности размер дагестанско-лезгинской общины в Азербайджане неизвестен, официально она составляет 200.000, однако, согласно лезгинском источникам, значительно больше. Кроме того, существенно курдское население, составляющее по мнению некоторых источников, более 10 процентов населения, на юге существует значительная община иранских этнических групп, из которых  талыши, возможно, достигают 200.000 -400.000 человек.

## История
По словам профессора Дугласа Блума:
Наконец, Азербайджан представляет собой несколько более двусмысленную картину. Он может похвастаться прочно установленной официальной национальной идентичностью, связанной с претензиями на уникальное наследие, основанных на невероятной смеси тюркизма, зороастризма, умеренного ислама, и своей исторической функцией, как „моста“ между Азией и Европой вдоль Шёлкового Пути. В то же время сохраняются сильные местные лояльности и этнические различия, в том числе напряжённость в отношениях между азербайджанцами, русскими и лезгинами и талышами (не считая армян), а также упорного религиозного раскола (примерно две трети населения мусульмане-шииты и одна треть сунниты). Это сохранение местничества едва ли удивительно, поскольку там было мало исторической основы для формирования национальной идентичности среди азербайджанской элиты, которая в значительной степени пострадала от русификации и до сих пор в целом тепло относится к пантюркизму.  Пожалуй, наиболее мощным источником социальной сплочённости и прочной легитимность является война в Нагорном Карабахе, которая, по крайней мере, породила некоторый род коллективной идентичности в качестве жертвы агрессии Армении, возможно, шаткое основание, на котором можно построить национальную идентичность, способствующую развитию государственного строительства в будущем  .
«Фридом Хауз» сообщало в июле 2005 года, что некоторые этнические меньшинства сталкиваются с дискриминацией в таких областях, как жилищное строительство, образование и занятость. Комитет ООН по ликвидации расовой дискриминации (КЛРД) отметил, что, хотя Азербайджан продемонстрировал усовершенствования, приняв законодательство с положениями о расовой дискриминации, не было возбуждено никаких судебных дел, связанных с расовой дискриминацией. В своём итоговом отчёте КЛРД подверг сомнению, как такое законодательство сможет остановить известную по сообщениям дискриминационную практику государственных чиновников и сотрудников правоохранительных органов. КЛРД также рекомендовал Азербайджану расширить его до сих пор узко понимаемое понимание дискриминации, связав её не только с «самыми тяжёлыми и экстремальными проявлениями», но с бытовыми явлениями. Кроме того, Комитет выразил озабоченность в связи с недостатком программ по поддержке языков меньшинств или содействию межкультурному просвещению 

## Лингвистические права
Статья 21 («Государственный язык») главы II Конституции Азербайджанской Республики гласит:
I. Государственным языком Азербайджанской Республики является Азербайджанский язык. Азербайджанская Республика обеспечивает развитие Азербайджанского языка. 
II. Азербайджанская Республика обеспечивает свободное использование и развитие других языков, на которых говорит население.
Кроме того, статья 45 главы III (Право пользования родным языком) гласит:
I. Каждый обладает правом пользоваться родным языком. Каждый обладает правом получить воспитание, образование и заниматься творчеством на любом языке по своему желанию.
II. Никто не может быть лишён права пользования родным языком.
По данным доклада Комиссии Совета Европы по борьбе с расизмом и нетерпимостью за 2007 год (ЕКРН) :
Языки национальных меньшинств, проживающих в Азербайджане, изучаются в государственных школах в регионах, где эти меньшинства проживают компактно. В общем, два часа в неделю отведены на преподавание языков меньшинств с первого по четвёртый класс. Помимо большого числа русских школ, особенно в столице, городе Баку, в Азербайджане есть также некоторые грузинские и еврейские школы. Комиссия отмечает, что азербайджанские власти в последнее время прилагают усилия в целях улучшения качества преподавания нескольких языков меньшинств, в том числе лезгинского и талышского. Они опубликовали учебники на этих языках для замены старых или зарубежных учебников, не отвечавшие необходимым требованиям. Однако, согласно ряду источников, учебники для изучения других языков меньшинств, таких, как татский и аварский все ещё непригодны. Кроме того,  слишком мало число преподавателей этих языков меньшинств, а учителя плохо обучены. Азербайджанские власти заявили, что Министерство образования принимает меры по улучшению ситуации в связи с этими вопросами.
Согласно другим сообщениям, было несколько жалоб по поводу этнических волнений в Азербайджане из-за ассимиляционной политики со стороны правительства и его отношения к национальным меньшинствам, среди прочих — аварцев, талышей, курдов и татов 
Общая представленность в политической и общественной жизни
Согласно резолюции об осуществлении Рамочной конвенции о защите национальных меньшинств, принятой Советом Европы в 2004 году:
Азербайджан предпринял особенно похвальные усилия в открытии персональных сферы применения Рамочной конвенции по широкому кругу меньшинств. В Азербайджане, важность поощрения и защиты культур национальных меньшинств является признанной и длительная история культурного разнообразия в стране в значительной степени ценится;  

Нагорно-Карабахский конфликт и его последствия значительно затрудняют усилия по выполнению Рамочной конвенции.  Несмотря на общий дух толерантности в Азербайджане, продолжающаяся оккупация значительной части территории Азербайджана и перемещение большого числа людей имели результатом напряжённость, которая привела к беспорядкам проявлениям нетерпимости. Следует надеяться на то, что будет найдено прочное и мирное урегулирование существующих конфликтов, и что усилия в этом направлении будет ускорены. Окончательное решение должно защитить права всех заинтересованных лиц в соответствии с принципом территориальной целостности страны и другим принципам международного права;  

— Некоторые общие вопросы прав человека - включая озабоченность в отношении свободы выражения мнений и процесс регистрации неправительственных организаций – также оказывают влияние и на защиту национальных меньшинств и должны быть рассмотрены органами власти в первоочередном порядке;  

— Несмотря на определённые позитивные законодательные инициативы, в законодательстве есть ряд недостатков, касающихся осуществления Рамочной конвенции. В законе 2002 года о государственном языке содержится вызывающее сожаление  сокращение правовых гарантий, связанных с защитой национальных меньшинств. Это поставило под угрозу, например, некоторые похвальные методы в отношении электронных СМИ. Процесс исправления упомянутого закона должен продолжаться далее с целью приведения его в соответствие с Рамочной конвенцией;  

— Существует необходимость объединить Закон о государственном языке с усовершенствованием правовых гарантий защиты национальных меньшинств в таких областях, как язык меньшинства, образование и использование языков меньшинств в отношениях с административными органами, с целью укрепления и расширения существующей позитивной практики; Первоочередное внимание должно быть уделено принятию нового закона о защите национальных меньшинств, обеспечивающего необходимые гарантии для осуществления соответствующих языковых стандартов меньшинств;  

- Азербайджан должен рассмотреть вопрос о развитии дальнейших консультаций со структурами представителей национальных меньшинств в целях расширения их участия в принятии решений 
По данным Европейской комиссии по борьбе с расизмом и нетерпимостью (ЕКРН), органа по правам человека Совета Европы:
Комиссия отмечает, общее мнение, что национальные меньшинства широко представлены в общественной и политической жизни, и особенно в парламенте. Однако, в настоящее время не существует никакого конкретного государственного органа, где представители национальных меньшинств могли бы выражать свои мнения о государственных делах, представляющих для них интерес. Такое положение существует с момента исчезновения Совета по делам национальных меньшинств, который был первоначально создан в 1993 году и которого более нет.. Согласно нескольким источникам, национальные меньшинства в целом не решаются заявлять о своих языковых и культурных правах, особенно из-за общего климата в результате конфликта по поводу Нагорного Карабаха.  Кажется, что те, кто пытался прежде публично защищать национальные меньшинства, имеют опыт обвинений в „работе на врага“ или „сепаратизме“, например, некоторые средства массовой информации или некоторые политики.

## Образование
В 1992 году был издан указ президента Азербайджана «О защите прав и свобод, государственной поддержке развития языка и культуры национальных меньшинств, малочисленных народов и этнических групп, проживающих в Азербайджанской Республике» В Азербайджане проводятся мероприятия, создающие возможность дагестанским меньшинствам получать образование на национальном языке. Изучение аварского языка в школах Закатальского и Белоканского районов было восстановлено в 1988—1989 годах и включено в учебную программу начальных классов 30 школ (из 50 имеющихся). В 2003 году приказом Министерства образования Азербайджана были утверждены учебные программы для 1-4-го классов средней школы по талышскому, татскому, курдскому, лезгинскому, цахурскому, аварскому, хиналугскому и удинскому языкам.
Согласно инструкции Министерства образования, программа лезгинского, аварского и цахурского языков включает следующее количество часов родного языка: предварительный класс — 2 часа в неделю; 1-й класс — образование только на государственном языке; 2-й класс — 2 часа в неделю; 3-й класс — 1 час в неделю; 4-й класс — 1 час в неделю. Только в Кусарском районе лезгинский язык как предмет изучается все 11 классов. Всего же в 407 школах Азербайджана родной язык изучают 55 400 представителей малочисленных народов, в том числе в 126 школах — 24 700 лезгин. И в Дагестане специально для Азербайджана были выпущены учебники.
В целях разрешения проблемы подготовки учителей по национальным языкам в 1996 году в Баку открыт филиал Дагестанского государственного университета. В филиале функционируют филологический, юридический и финансово-экономический факультеты. С 1998-99 учебного года началась подготовка специалистов по аварскому и лезгинскому языкам и литературе. В настоящее время филиал имеет отдельный учебный корпус, библиотеку. Учебный процесс организован на основе учебных планов программы Министерства образования Российской Федерации. Общее число студентов составляет 530 человек, из них — 356 на дневном и 174 на заочном отделениях.
В 2004 году в Бакинском филиале Дагестанского государственного университета специальности «преподаватель лезгинского языка» и «преподаватель аварского языка» (факультет дагестанской филологии) получил 21 (12/9) студент, в 2005 году — 16 (8/8)студентов.
В настоящее время отмечаются первые шаги по возобновлению традиции кавказоведения в Азербайджане, связанной с именами исследователей В. Л. Гукасяна (удинский язык) пи Ш. М. Саадиева (крызский и лезгинский языки), которые в позднесоветский период работали в Институте языкознания АН АзССР. Так, в Бакинском государственном университете открыты кафедры и отделения семитологии, античных языков и кавказоведения. В Бакинском славянском университете недавно было создано научное общество «Кавказ. Языки и культуры», в 2005 году издавшее свой первый сборник.

## Культура
В 2023 году переведен на татский язык и опубликован роман «Али и Нино».

## Ассимиляция
По данным книги 1998 года «Языковые меньшинства Центральной и Восточной Европы»:
В 1993 году была предпринята попытка официально восстановить латиницу; очень немногие выступали за арабскую письменность. Носители языков крызских и хиналугских, а также большинство цахуров двуязычны и, как правило, ассимилируются с азербайджанцами. То же самое можно сказать и о носителях татского языка, и несколько в меньшей степени, относительно талышей. По крайней мере, нет никакого официального признания, преподавания и публикаций на этих языках в любой форме. Лезгины в Азербайджане очень решительно борются за своё языковое возрождение, но с небольшим успехом. В целом существует сложившаяся политика насильственной ассимиляции всех меньшинств, в том числе талышей, татов, курдов и лезгин. Существует небольшое или вовсе никакого сопротивлен Ия ассимиляции со стороны крызов, хиналугов, цахуров или татовт, и не так особо сильное сопротивление со стороны талышей. Налицо  отчаянные усилия сопротивления со стороны удинов, упорное сопротивление со стороны курдов, и чрезвычайно активная борьба со стороны лезгин, которые хотят выделить населённые лезгинами районы из Дагестана и Азербайджана с целью создания автономной республики с лезгинским как государственным языком.
Российский этнолог Валерий Тишков утверждает, что Азербайджан является одним из крупнейших ассимиляторов среди бывших советских республик, два другие — Грузия и Узбекистан .
Согласно аналитику «Радио Свобода» Лиз Фуллер, несколько представителей национальных меньшинств Азербайджана (таких, как Магомед Гусейнов из аварского национального совета) выразили озабоченность по поводу принудительной ассимиляции и этнической чистки, с тем чтобы обеспечить преобладание азербайджанских тюрок в стране над лезгинами, аварцами, талышами, татами, курдами и другими меньшинствами.
Андрей Арешев, эксперт Института востоковедения РАН, отмечает, что внутренняя политика азербайджанского руководства, направленная на ассимиляцию национальных меньшинств (принадлежащих к народам Кавказа, в частности лезгин) создает условия для внутриполитической дестабилизации на национальной почве.

## Этнические меньшинства

### Армяне
Согласно переписи населения 1999 года в пределах территории, контролируемой Азербайджаном: из 645 армян Азербайджана 378 или 59 % живёт в Баку, остальные — в сельских районах. В реальности численность армян вне Нагорного Карабаха может быть чуть больше, в пределах 2-3 тысяч, поскольку многие сменили фамилии и не попали в материалы переписи.
По переписи населения 2009 года в пределах территории, контролируемой Азербайджаном жило 183 армян, из них 104 в Баку.

#### Азербайджанская ССР
Во время советской власти, вопрос о Карабахе являлся весьма болезненным для армян. Армяне Карабаха выступали с требованиями экономических свободы, утверждая, что азербайджанские власти не вкладывают инвестиций в регион, стараясь держать его в нищете. Кроме того, ограничения Баку на культурные связи с Арменией. Напряжённость возросла в начале 1960-х годов, а в 1968 году вспыхнули столкновения между армянами и азербайджанцами в Степанакерте. Армяне опасались, что армянский характер Карабаха исчезнет, как это было в Нахичевани, где в течение нескольких десятилетий армянское население исчезло, а все армянские памятники, по сообщениям, систематически удалялись и разрушались азербайджанскими властями. В 1979 году в Нагорном Карабахе армяне составляли большинство в 74 % , но не было никаких армянских телевизионных передач и никаких армянских ВУЗов
По словам Томаса де Ваала, в силу того, что темпы роста рождаемости у азербайджанцев были высоки, численность этнических азербайджанцев резко возрастала. Так, :
В 1979 году численность армян в Нахичевани снизилась до уровня в 1 процента населения, или три тысячи человек. Карабахские армяне использовали пример медленной „деармянизации“ Нахичевани в течение XX века в качестве примера то, что, как они опасались, произойдет с ними.
Однако другие данные свидетельствуют о том, что социально-экономическая ситуация в Нагорном Карабахе была благоприятнее, чем в других регионах Азербайджана. Например, согласно Ямскову:
Хотя население Нагорного Карабаха живет преимущественно в горной местности, уровень социально-экономического развития здесь выше, чем в целом по Азербайджану
По мнению Мелиты Кубурас, утверждение армян, что Нагорный Карабах был отстающим регионом, вероятно было преувеличением. Карабах отставал по сравнению с такими городскими центрами, как Баку и Ереван, однако, согласно большинству экономических показателей, ситуация здесь была благополучнее, чем в других районах Азербайджана
Согласно Одри Альтштадт в конце 1920-х партийные и государственные органы НКАО были укомплектованы в основном армянами, что позволило не только создать армянскую культурную автономию с армянскими школами, газетами и искусством, но и усилить её.

#### С 1991 года по настоящее время
Первая карабахская война позволила армянским силам установить контроль над территорией. Тюркский национализм является ведущей силой в Баку и, несомненно, способствовал конфликту с армянами, учитывая историческую вражду между армянами и Турцией. Все основные наблюдатели по правам человека согласны с тем, что положение армян, тех, кто находится в браке с армянами, ассоциируется с ними или, как считается, с пониманием относится к армянам, чрезвычайно серьёзно. Были также многочисленные акты вандализма в отношении Армянской апостольской церкви в Азербайджане. Армяне Азербайджана в то время жаловались на то, что их права нарушались, они подвергались преследованиям и террору. Об армянах или части армян, проживающих в Азербайджане, сообщается, что им отказывалось в разрешении на выезд из страны. Также сообщается, что Департамент по вопросам виз и регистраций принял решение вычеркнуть их из списка жителей.
Доклад за 1993 год американского посольства в Баку, отмечал :
…Эти (люди, состоящие) в смешанных браках, не могут рассчитывать на эмиграцию в Армении, поскольку азербайджанцы считают, что они будут подвергаться дискриминации со стороны армян, точно так же, как здесь, а также потому, что ереванские армяне открыто враждебны по отношению к бакинским армянам, и у большинства азербайджанских армян нет никаких связей с Россией.
По данным доклада Министерства юстиции за 1993 год :
Совершенно очевидно, что армяне являются объектом насилия со стороны общественных сил и что азербайджанское правительство не может или, в некоторых случаях не хочет контролировать насилие или акты дискриминации и преследований. Некоторые секторы правительства, как, например, вышеупомянутый Департамент виз и регистраций, по-видимому, не хотят обеспечивать соблюдение заявленной политики правительства в отношении меньшинств. До тех пор, пока армяно-азербайджанский конфликт из-за судьбы  Карабаха продолжается, и, возможно, ещё долго после его урегулирования, армянские жители Азербайджана не будут иметь гарантий физической безопасности.
Армения обвиняет Азербайджан в начале кампании, проводившейся с 1998 по декабрь 2005 года, по полному разрушению кладбища резных армянских хачкаров в городе Джульфа, в Нахичеванской Автономной Республике. Армяне утверждают, что Азербайджан проводит систематическую кампанию по уничтожению и удалению памятников, которая началась в конце 1998 года, и эти обвинения были возобновлены в 2002 и 2005 годах.
Армянами были поданы международному сообществу многочисленные жалобы в международные организации, осуждающие азербайджанское правительство и призывающие его отказаться от такой деятельности. В 2006 году Азербайджан запретил членам Европарламента провести расследования, обвинив их в «предвзятом и истерическом подходе» к этой проблеме и заявив, что он примет делегацию только в случае, если она посетит контролируемые армянами территории 
Согласно докладу «Европейской комиссии по борьбе с расизмом и нетерпимостью»(ЕКРН), в Азербайджане политические лидеры, учебные заведения и средства массовой информации продолжают использовать в своем обиходе ненавистнические высказывания в адрес армян. В результате чего слушая эту ненавистническую риторику, выросло целое поколение азербайджанцев. Те же правозащитники что работали  над примирением с Арменией, по сомнительным обвинениям, были приговорены к большим тюремным срокам . В октябре 2014 года было произведено исследование касаемо разжигания ненависти в азербайджанских средствах массовой информации. Так согласно проведённым изысканиям армяноненавистнические высказывания содержались в 342-х случаях (или 3,9%) из 8679 новостных материалов за октябрь. Ненавистнические высказывания были обнаружены в 8,8% печатных новостей, в 4,9% электронных материалов и 2% телевизионных программ.  Главными распространителями армяноненавистнических высказываний являются политики и государственные служащие, а также журналисты. Другие источники также подтверждают повторяющиеся ненавистнические высказывания в адрес армян. Так «Консультативный комитет рамочной конвенции о защите национальных меньшинств» отметил постоянные разговоры о Нагорном-Карабахе, в контексте которых распространяются ненавистнические сообщения в адрес Армении и армян. Последние обозначаются как враги азербайджанцев. Еще одни источники отмечают в Азербайджане этакий конфликтный внутриполитический дискурс, в ввиду чего руководство Азербайджана, система образования государства и азербайджанские СМИ, активно участвуют  в очернении армян. Кроме этого 
в практику вошло обвинение политических оппонентов в наличии армянских корней и их финансировании из армянских источников. Как результат армяне, проживающие в Азербайджане, вынуждены скрывать свою этническую принадлежность.  Как отмечает «ЕКРН» разжигание ненависти по отношению к армянам, является в Азербайджане политикой ужесточения конфронтации в связи с Карабахским конфликтом. Работающие над примирением с Арменией правозащитники Лейла и Ариф Юнус, были арестованы и приговорены по сомнительным обвинениям к большим тюремным срокам. В свою очередь ЕКРН призвала власти Азербайджана положить конец постоянному использованию языка ненависти, а также повлиять на то, чтобы государственные и должностные лица всех уровней воздерживались от проявлений ненависти в отношению армян..

### Курды
В советский период, по переписи 1926 года в Азербайджане проживало 41 000 курдов . Местные курды всегда были в хороших отношениях с азербайджанским большинством, курдская радиостанция, газеты и многочисленные школы пытались сохранить курдскую культуру, но семьи все менее были озабочены тем, чтобы учить свой родной язык.
Согласно Томасу де Ваалу:
Меньшие коренные кавказские национальности, как, например, курды, также жаловались на ассимиляцию. В 1920-х годов, азербайджанские курды имели свой собственный регион, известный как Красный Курдистан, к западу от Нагорного Карабаха, в 1930 году он был упразднен, и большинство курдов были постепенно переоформлены в качестве „азербайджанцев“. Курдский лидер считает, что в настоящее время в Азербайджане есть более 200 000 курдов, но официальная статистика регистрирует лишь около 12 000.
При этом проведённые в 1921 году исследования показали, что большинство курдов Лачинского и Кельбаджарского района говорили по азербайджански, и только небольшое число жителей этого региона считало курдский язык родным.
Географическими районами концентрации курдов в Азербайджане были Кельбаджарский, Лачинский, Кубатлинский и Зангеланский районы, между Арменией и НКАО. В ходе карабахской войны эти регионы перешли под контроль Нагорно-Карабахской Республики. В результате, курды вместе со всем азербайджанским населением этих регионов были насильственно перемещены в другие районы Азербайджана .

### Талыши
Согласно переписи 1897 года, в Российской империи проживало 35 219 талышей, а по данным переписи 1926 года в Азербайджанской ССР насчитывалось 77 039 талышей. С 1959 по 1989 год талыши не включались в какие-либо переписи в качестве отдельной этнической группы, но считались частью азербайджанских тюрок, хотя талыши говорят на иранском языке. В 1999 году азербайджанское правительство заявило, что в Азербайджане насчитывалется лишь 76 800 талышей, но это считается ниже фактической численности, учитывая проблемы с регистрацией в качестве талышей. Некоторые утверждают, что численность талышей, населяющих южные регионы Азербайджана, — 500 000.
Согласно Талышскому культурному центру в Ленкорани, в Масалле талышей 60 %, в Ленкорани только 2 деревни являются тюркскими, Астара полностью талышская, в Лерике так же тюркскими являются только 2 деревни.
Получение точных статистических данных затруднено из-за отсутствия достоверных источников, смешанных браков и падения знания талышского языка. Хотя талыши угнетены нищетой, безработицей, отсутствием базовой инфраструктуры, такой как электричество, у них высокий уровень рождаемости, и, таким образом, их доля в азербайджанском населении будет расти. Эти проблемы, объединённые со страхом перед репрессиями и представлениями о сговоре талышей с Арменией, во многом утверждают талышей в их этнической идентичности и национализме.
Международные организации, такие, как «Вашингтон Профиль», Организация Непредставленных Наций и Народов  и «Радио Свободная Европа / Радио Свобода»  выразили озабоченность по поводу ареста Новрузали Мамедова, председателя Талышского культурного центра и главного редактора газеты «Толыши Садо». Он был арестован и осужден на 10 лет по обвинению в государственной измене после того, как его газета публиковала статьи с утверждением, что поэт Низами и лидер антиарабского восстания Бабек были талышами (а не азербайджанцами, как считается в Азербайджане официально).. В докладе «Европейской комиссии по борьбе с расизмом и нетерпимостью»(ЕКРН) отмечалось, что на фоне культивации антиармянских настроений в Азербайджане, также высказываются серьезные опасения в связи с разжиганием ненависти по отношению к талышскому меньшинству. ЕКРН с озабоченностью отмечает случаи злоупотребления законодательством в отношении представителей меньшинств. Так был арестован бывший главный редактор единственной талышеязычной газеты «Толыши садо», правозащитник Гилал Мамедов, которому инкриминировалось хранение наркотиков. Во время ареста он подвергся избиению и оскорблениям на национальной почве. Гилал Мамедов был взят под стражу после того, как выложил в интернет видеоролик о талышской культуре, который набрал более 20 млн. просмотров. Лейла Юнус описала его арест как пример давления на представителей национальных меньшинств. Еще раньше был арестован и скончался в заключении предыдущий редактор этой же талышской газеты Новрузалли Мамедов

#### В Азербайджанской ССР
Талышская идентичность усиленно подавлялась в советские времена. В начале советского периода существовали талышские средние школы, газета под названием «Красный Талыш» и книги на талышском языке. После пленума ЦК, состоявшегося 6 июня 1937 г. накануне XIII съезда Компартии Азербайджана, где обсуждался вопрос о содержании предстоящего отчета ЦК съезду в числе других был затронут вопрос об очищении азербайджанского языка. Один из участников обсуждения заговорил о необходимости «очищения татского языка». На что Мирджафар Багиров сказал - «Я думаю, пора перейти от татского, курдского, талышского языков к азербайджанскому языку. Наркомпрос должен проявить инициативу, все они азербайджанцы."
После данного пленума было принято решение от отхода обучения на иных языках и перехода на азербайджанский язык, были закрыты школы на талышском языке, прекращены периодические издания, а талышские ученые и общественные деятели (Ахмедзаде З., Насирли М. и др.) подверглись репрессиям. Как указывает Б. В. Миллер, «выяснилась малая практическая полезность для самих же талышей этого начинания». Однако это не объясняет столь жестокие репресии в отношении всей талышской интеллигенции того периода. С тех пор талышская идентичность перестала отражаться в официальной статистике, талышам предписывалось идентифицировать себя с азербайджанцами.. 

#### С 1991 года по настоящее время
Исторические подавление идентичности и неспособности практиковать свою культуру и язык привили талышам самоцензуру . Это затрудняет оценку поддержки любого рода талышского движения . Согласно Хема Котеча, многие талыши опасаются, что их сочтут связанными с сепаратистской Талыш-Муганской Автономной Республикой, Россией или Арменией, если они выступят открыто и попытаются говорить о своих убеждениях в общественной сфере. Один случай нынешних репрессий, когда школа в Лерике хотела пригласить поэта из Ленкорани на встречу с детьми: директору было сказано, что он в таком случае будет уволен. Страх перед полицией — ещё одна причина этого молчания, хотя тому способствуют также поддержка светской демократии и общие азербайджанско-талышские чувства в отношении Нагорного Карабаха.

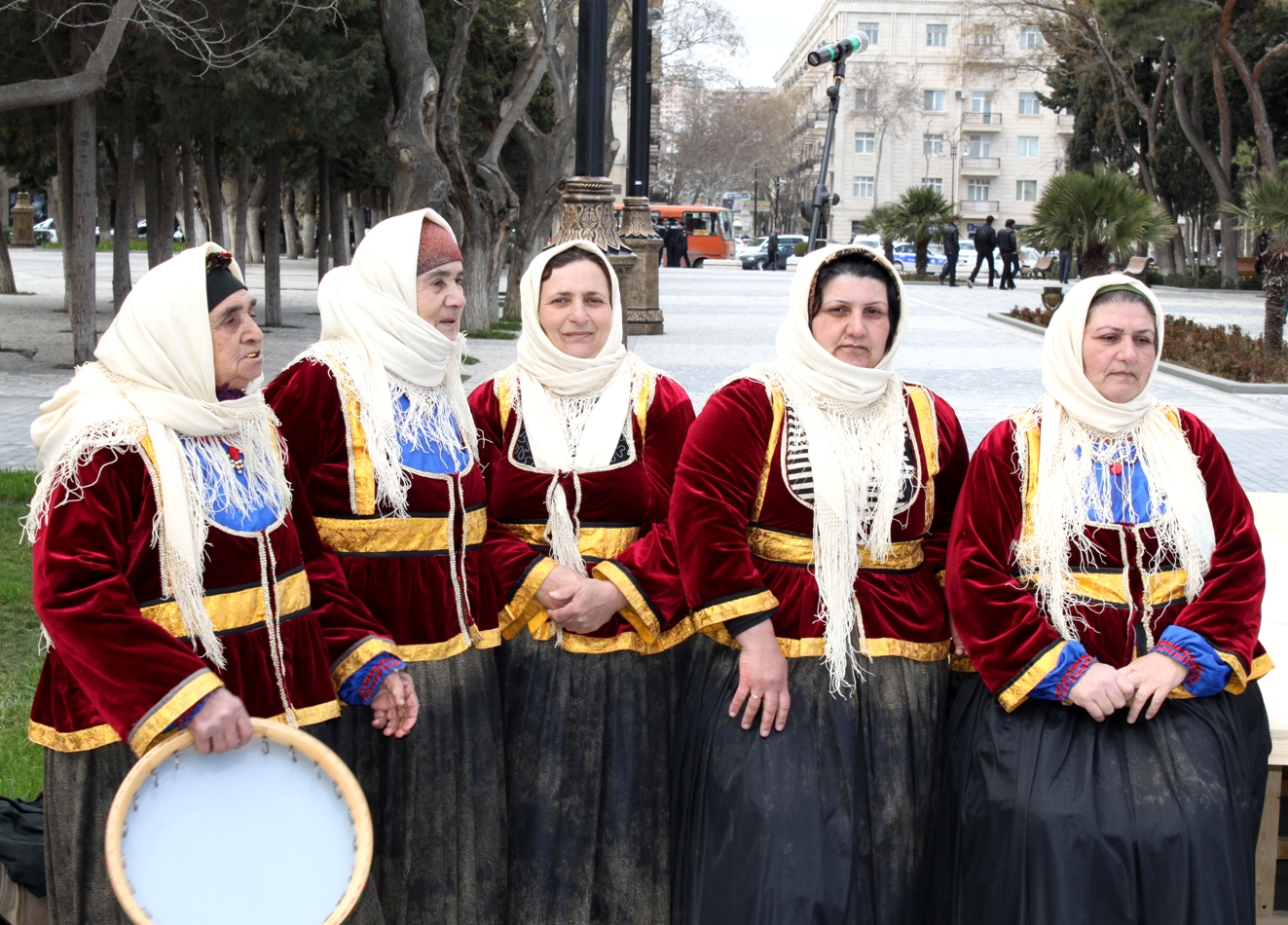
Талыши-участницы фольклорного ансамбля «Бабушки» из Азербайджана в национальных костюмах

В ноябре 1990 года при Азербайджанском фонде культуры был создан Республиканский центр талышской культуры, который призван способствовать исследования, развитию и возрождению истории, самобытной культуры, традиций и обычаев талышей.
Существует фольклорный ансамбль Бабушки из селения Сепаради Ленкоранского района, исполняющие народные песни и баяты на азербайджанском и талышском языках. Стоит отметить, что культура и быт талышей очень близки с азербайджанским.
В 2003 году приказом Министерства образования Азербайджана были утверждены учебные программы для 1—4-го классов средней школы по нескольким языкам народов Азербайджана, в том числе и по талышскому. С 1992 по 2011 год в Азербайджане периодически издавалась газета «Толыши садо» (Голос Талыша), газета издавалась на собственные средства редакторов газеты, но после смерти в азербайджанской тюрьме главного редактора Новрузали Мамедова не издаётся, ведётся трансляция радиопередач на талышском языке.

### Лезгины
Управление Верховного комиссариата ООН по делам беженцев отмечает, что лезгины составляют 75 % населения района Кусар и Хачмаз, и что в Большом Баку лезгин 15 %. Официальная статистика азербайджанского правительства заявляет, что лезгинское население составляет лишь 2 % от общей численности населения страны, что дает его число до 178 000, однако, эта в реальности цифра может быть выше в несколько раз. Ариф Юнусов считает, что цифра приближается к 250 000—260 000, в то время как в докладе Министерства Юстиции США за 1993 год «Азербайджан: статус армян, русских, евреев и других меньшинств» озвучивается цифра в 800 тысяч и более, полученная из неофициальных источников.
В городе Кусары лезгины составляет примерно от 90 до 95 %, по данным местной организации «Хельсинкский комитет».
По данным Центра по вопросам международного развития и управления конфликтами Университета Мэриленда:
Хотя многие опасаются, что требования лезгин о создании независимого „Лезгистана“ приведет к новой сепаратистской войне в Азербайджане, эти опасения до сих пор оказывались необоснованными. В настоящее время представляется менее вероятным, чем когда-либо, что лезгины будут прибегать к каким-либо устойчивым коллективным действиям, направленным на удовлетворение их претензий, хотя отдельные инциденты и имеют место. В последние восемь лет, они не участвуют в каких-либо серьёзных протестах, и есть только два случая насилия; они также проявили готовность к переговорам и компромиссу по своим самым основным требованиям. Лезгинские националистические движения, не получают широкой поддержки среди лезгинского населения, которые плохо организовано на низовом уровне

 
Согласно Тому де Ваалу: 
Хотя на личном уровне в их отношении нет никакой дискриминационной политики, кампания лезгин за национально-культурную автономию  автономии категорически отвергается азербайджанскими властями. Лезгины Дагестана опасаются, что сохранение их этнических родственников в Азербайджане в качестве отдельной общины находится под угрозой из-за того, что они считают тюркской националистической политикой насильственной ассимиляции. Межэтнические трения между лезгинами и азербайджанцами выходят за рамки Азербайджана также в Дагестан. Они начались в 1992 году, когда в Азербайджане пришёл к власти Народный фронт, и достигли пика в середине 1994 года, время тяжёлых потерь на карабахском фронте. В мае этого года произошли ожесточённые столкновения произошли в Дербенте (Дагестан), а в июне в Гусарском районе Азербайджана. С тех пор ситуация стабилизировалась, хотя азербайджанские власти утверждают о связи между лезгинскими активистами и карабахскими армянами, и лезгинская община в Азербайджане окружена подозрением.
По словам Сванте Е. Корнелла,
В то время как официально число лезгин, зарегистрированных в качестве таковых в Азербайджане составляет около 180 000, лезгины утверждают, что число зарегистрированных лезгин в Азербайджане значительно превышает эту цифру, некоторые подсчёты указывают в Азербайджане свыше 700 000 лезгин... Эти цифры отвергаются азербайджанским правительством, но конфиденциально многие азербайджанцы  признают тот факт, что число лезгинского – а равно также талышско-курдского населения Азербайджана намного превышает официальные цифры ... 
Для лезгин в Азербайджане, существование их этнических родственников в Дагестане имеет большое значение. Нариман Рамазанов, один из лезгинских политических лидеров, утверждал, что в то время как талыши, таты и курды в Азербайджане по большей части утратили родной язык и этническую самобытность, лезгины смогли сохранить их благодаря своим контактам с Дагестаном, где, естественно, нет политики ассимиляции с азербайджанцами. …. .... Лезгинская проблема остается одной из наиболее острых и непредсказуемых на современном Кавказе. При этом, существуют условия для мирного урегулирования конфликта присутствуют. Нет давних конфликтов, нет тяжёлых взаимных предубеждений, которые делают невозможным контроль над конфликтом, в значительной степени не произошло и этнической мобилизации. Следовательно, нет никаких реальных препятствий для деэскалации конфликта на уровне населения. На политическом уровне, однако, воинственность «Садвала» и жёсткая позиция азербайджанского правительства дают основания для беспокойства, и могут препятствовать урегулированию конфликта посредством компромисса, например свободной экономической зоны. Лезгинская проблема нуждается в мониторинге и постоянном отслеживании в подробных деталях, и её продолжающаяся нестабильности доказывается напряжённостью вокруг недавнего лезгинского конгресса в Дагестане.
Как отмечал в 2002 году российский антрополог Валерий Тишков, важным фактором увеличения численности лезгин в Дагестане был поток «беженцев» (так их называли сами лезгины) из соседнего Азербайджана. По словам Тишкова, к 2002 году «низкий экономический уровень Азербайджана, полное безразличие к сфере социальной поддержки населения, шовинистическая государственная политика, которая приводит к бюрократической ассимиляции лезгин (проще говоря, их просто записывают „азербайджанцами“), в сочетании с беспредельной коррупцией чиновничества, бедствиями карабахской войны, оккупацией земель и изгнанием с них до 1 млн азербайджанцев — все эти мотивы не могли не привести к устойчивому потоку эмиграции „за границу“, то есть в Дагестан».

#### Культура и просвещение
В 1963 году ЦК КП Азербайджана приняло специальное Постановление об обучении лезгин на родном языке, издании районной газеты и решении других культурных задач.
На сегодняшний день в Азербайджане действует целый ряд лезгинских культурных институтов. Работает Государственный кусарский лезгинский драматический театр. 10 июня 2005 года театр выступил в помещении Бакинского государственного театра юного зрителя с постановкой на лезгинском языке пьесы азербайджанского драматурга Сулеймана Сани Ахундова «Скупой». Кубинский филиал Азербайджанского государственного университета искусств имени М. А. Алиева, Кусарский филиал педагогического училища имени М. А. Сабира готовят педагогические кадры для дагестанских азербайджанцев, местного населения и малочисленных народов. Также действует лезгинский национальный центр «Самур». Центру «Самур» предоставлено ежедневно 15 минут эфирного времени для вещания по республиканскому радио. Центром лезгинской культуры учреждены газеты «Ени самух» и «Алпан», которые выходят на лезгинском и азербайджанском языках тиражом каждая более 1000 экземпляров. В Кусарском районе на лезгинском языке печатается газета «Кусар».
В Азербайджане активно работают лезгинские писатели. Среди них можно назвать имена редактора газеты «Самур» Седагет Керимовой, написавшей такие книги, как «Немой крик» на азербайджанском языке, книгу стихов «Лезгинкадал илига» («Сыграй лезгинку») на лезгинском языке и др. В активе Музафера Меликмамедова поэтический сборник «Кlанидакай кьве виш мани» («Двести песен о любимой») (Баку: Дуьнья, 1998), книга «Къубадин гъулгъула» об исторических событиях XIX века и другие произведения. Следует также отметить сборник стихов Гуьлбес Асланхановой «Вун рикӏеваз» («С тобой в сердце») (Баку: Зия-Нурлан, 2004), антологию «Акъата шегьредиз» (2000) и др.

### Русские
Как утверждают парламентские чиновники, представитель молоканского сообщества, в интервью 21 июля, 2005, сообщил, что в Азербайджане не существует конфликта между этническими русскими и азербайджанцами и что «нет нетерпимости к русскому языку, культуре или народу», в соответствии на парламентских должностного лица. Равным образом, по сообщению агентства «Интерфакс» от 6 июля 2004 г. представитель МИД России заявил: «Мы, русские, не имеем особых проблем в Азербайджане».
Тем не менее происходит постоянный отток русскоязычного населения Азербайджана. Между 1989 и 1999, число русского населения упало с 392 000 до 142 000. В 2009 году их число насчитывало только 119 300 человек.

### Евреи
Евреи в Азербайджане дифференцируются на горских евреев, живущих в стране с незапамятных времён, и европейских евреев, ашкеназы, появление которых связывается с началом колонизации Кавказа Россией.
Как и на всём постсоветском пространстве, в Азербайджане в последние несколько десятилетий наблюдалась тенденция к сокращению числа евреев вследствие их миграции в Израиль и западные страны.
Численность евреев в Азербайджане с максимальных 41,2 тыс. в 1939 году сократилась до 25,3 тыс. в 1989 году. Их удельный вес в населении страны снизился соответственно с 1,3 до 0,4 процента. По данным переписи 1999 года, количество евреев ещё уменьшилось более чем вдвое. Хотя сравнение данных переписи 1979 и 1989 годов показывает более чем двукратное увеличение численности горских евреев (с 2,1 тыс. до 6,1 тыс.), причина этого в том, что в советское время горских евреев, проживавших в городах, часто учитывали как просто евреев.
Евреи активно вовлечены в общественную и политическую жизнь Азербайджана и вносят свой вклад в развитие науки, культуры и искусства Азербайджана. Так, в правительстве Азербайджанской Демократической Республики пост министра здравоохранения занимал врач Евсей Гиндес. Выходцами из Азербайджана были такие известные деятели науки и культуры как Лев Ландау, Гавриил Илизаров, Белла Давидович, Юлий Гусман и многие другие. В 1990 году было создано общество дружбы «Азербайджан-Израиль», а также общество «Сохнут». Было открыто отделение иврита на факультете востоковедения Бакинского государственного университета. В последнее время отмечаются случаи возвращения эмигрировавших из страны евреев.

## Интерес к этническим меньшинствам в Азербайджане в Республике Армения
Некоторые действия в Республике Армения, связанные с этническими меньшинствами Азербайджана, расцениваются властями Азербайджана как попытка использовать их в своих целях[зачем?].
В мае 2005 года в Армении организовали «Первую Международную конференцию по талышским исследованиям». Это мероприятие было организовано Отделением иранских исследований Ереванского государственного университета и Ереванским Центром иранских исследований: При этом, по настоянию талышских участников конференции, политические вопросы на ней не поднимались. Согласно Владимир Сокору :
За этой инициативой почти наверняка стояли некоторые политические круги в Армении. Конференция, по видимому, направлена, по крайней мере отчасти, на возрождение вопроса об автономии для этнической группы талышей в Азербайджане. Такое намерение черпает вдохновение в потенциальной «Талыш-Муганской Республике», провозглашённой 21 июня 1993 года в юго-восточной части Азербайджана группой этнически талышских офицеров под руководством полковника Аликрама Гумбатова. Их мятеж совпал с масштабным армянским наступлением на карабахском фронте и захватом армянскими войсками территорий в глубине западной части Азербайджана. Талышские повстанцы провозгласили независимость семи районов области на юго-востоке Азербайджана, но не получили особой поддержки среди своей собственной этнической группы.
Представитель Талышского национального движения Ф. Абосзода, участвующий в конференции, заявил:
Сегодня один из самых волнующих, торжественных дней в моей жизни и жизни моего народа. Впервые за многотысячелетнею историю талышского народа известные учёные-иранисты со всех концов мира, собрались вместе, чтобы сообща обсудить его историю и язык.
В апреле 1996 года азербайджанское Министерство национальной безопасности заявило, что армянской разведкой завербованы и обучены члены базирующейся в Дагестане лезгинской сепаратистской организации «Садвал», которые впоследствии, по мнению властей, совершили взрыв в Бакинском метро в марте 1994 года, в результате которого погибли 14 человек. Некоторые фигуранты дела умерли в тюрьме при невыясненных обстоятельствах, информация об их смерти стала известна только через несколько лет. Директор Правозащитного центра Азербайджана Эльдар Зейналов в книге «Отсюда нет выхода. Из истории Пятого корпуса Баиловской тюрьмы» утверждает, что администрация Баиловской тюрьмы с помощью заключённых несколько раз пыталась убить Рахиба Махсумова, который отказался признавать свою причастность к взрывам

. Правовой центр «Мемориал» и «Правозащитный центр Азербайджана» признали фигурантов дела политзаключёнными

Заведующий сектором политических исследований Администрации Президента Азербайджана Фуад Ахундов отмечает, что запрос, данный им на сайте агентства REGNUM, выдал следующий результат. В течение двух месяцев на ленте этого агентства тема притеснения нацменьшинств в Азербайджане в совокупности упоминалась более 20 раз. Наибольшее место заняли проблемы аварцев (6 упоминаний), лезгин (5), татов (4) и талышей (3). Также упоминаются ингилойцы, курды и другие представители этнических меньшинств. При этом большинство подобных статей, по его словам, было написано армянскими авторами, в том числе Эдуардом Абрамяном и советником министра обороны Армении Гайком Котанджяном. По мнению руководителя департамента конфликтологии Института мира и демократии (Баку) Арифа Юнусова, подобные конференции и публикации армянских авторов носят характер политического заказа и являются попыткой идеологической атаки против Азербайджана.